# Elisabeth Schumacher
Pour les articles homonymes, voir Schumacher.
Elisabeth Schumacher, née Elisabeth Hohenemser le 28 avril 1904 à Darmstadt et morte le 22 décembre 1942 à la prison de Plötzensee à Berlin, est une graphiste et une résistante allemande au nazisme, membre d'un groupe de résistants nommé l'Orchestre rouge par la Gestapo. 

## Biographie

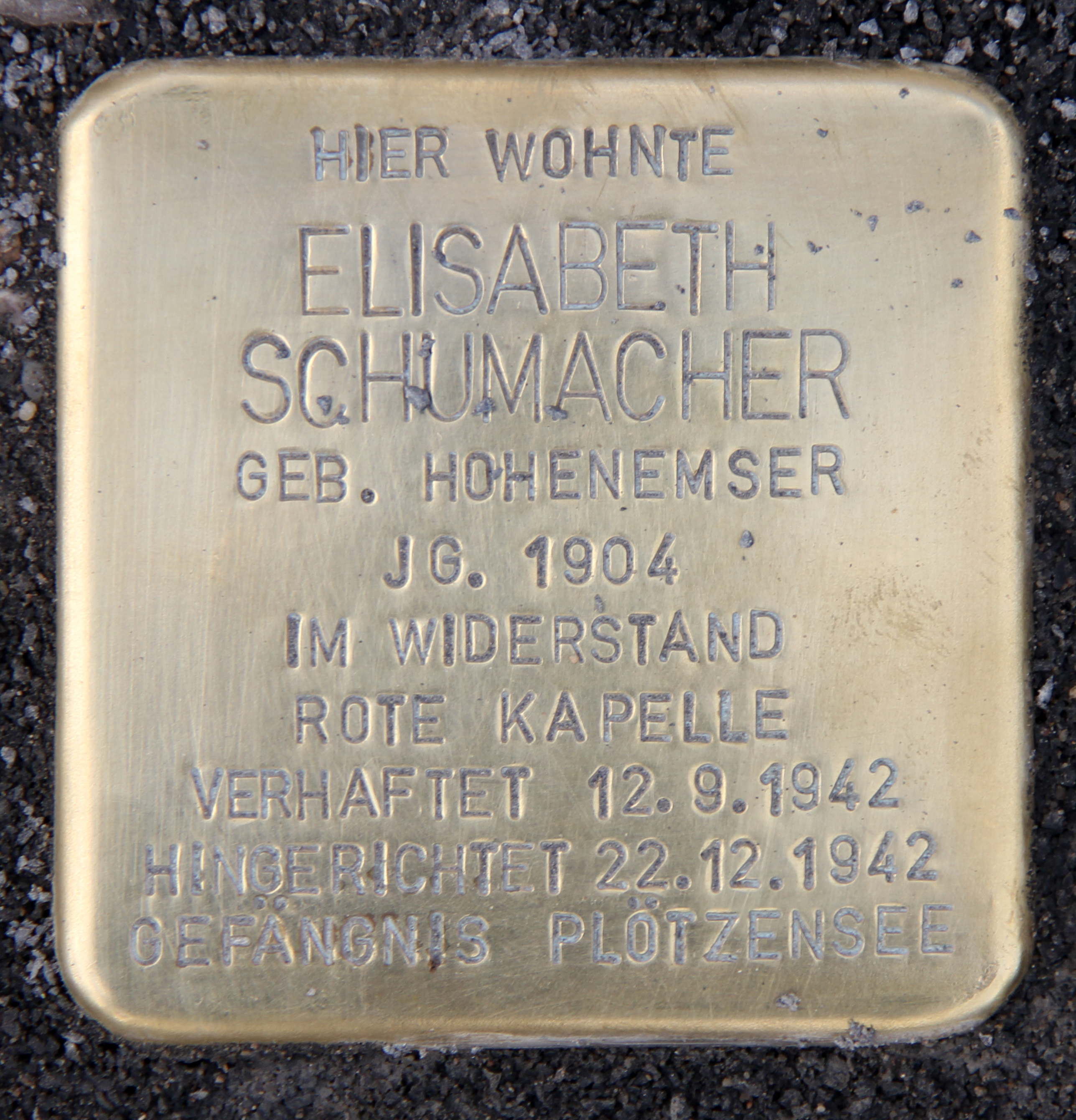
Stolperstein, Werner-Voß-Damm 42, Berlin-Tempelhof.

Elisabeth Hohenemser est née le 28 avril 1904 à Darmstad. Elle est la fille de l'ingénieur Fritz Hohenemser, d'une famille membre de l'Église protestante réformée, auparavant une famille de banquiers juifs de Francfort-sur-le-Main, et d'une mère chrétienne de Thuringe. La famille déménage en 1914 de Strasbourg à Francfort. Le père d'Elisabeth meurt sur le front de la première guerre mondiale en octobre 1914, la famille part alors pour Meiningen,.
Elle revient à Francfort en 1921 et suit des études d'art à Offenbach puis à Berlin, dans la classe d'Ernst Böhm (de). Elle travaille ensuite au Musée allemand de la sécurité au travail (de) de Charlottenbourg où elle fait la connaissance de Libertas Haas-Heye. À partir de 1935, les lois de Nuremberg font qu'elle est considérée comme demi-juive, ce qui l'empêche d'occuper un emploi stable et la contraint à travailler de façon indépendante.
En 1934, elle épouse le sculpteur Kurt Schumacher (de) (1905-1942). Le couple intègre un groupe d'amis regroupés autour de Libertas et Harro Schulze-Boysen, un des groupes que les Nazis désigneront par la suite sous le terme « orchestre rouge ». Pendant la guerre civile espagnole, des documents confidentiels de l'armée de l'air allemande circulent dans le groupe et Elisabeth Schumacher se charge de les copier et les miniaturiser,. Le groupe distribue également des tracts, activité alors illégale, et travaille à répertorier et documenter les crimes commis par le régime nazi. Elle-même distribue des tracts anti-nazis et tente de sauver des Juifs de la déportation.
Au printemps 1941, le couple Schumacher participe à une tentative du groupe d'informer l’Union soviétique de l'imminence de l'opération Barbarossa. En avril 1942, elle essaie avec Philipp Schaeffer (de) d'empêcher le suicide de son oncle le musicologue Richard Hohenemser (de) et de sa femme Alice qui mettent fin à leurs jours, désespérés par les persécutions dont les Juifs sont victimes,. Après le début de la guerre contre l'Union soviétique, elle reçoit un code radio et de l'argent du représentant de l'ambassade soviétique Alexandre Korotkov. En août 1942, le couple Schumacher accueille le communiste Albert Hößler (de), un allemand vivant en Union soviétique depuis les années 1930, agent du NKVD et parachuté au-dessus de l'Allemagne pour aider le groupe de résistance à transmettre des informations à l'Union soviétique. Elle le met en contact avec Harro Schulze-Boysen et Hans Coppi,.
En août 1942, le réseau berlinois est démantelé et ses membres arrêtés. Kurt Schumacher est arrêté à Poznań. Elisabeth Schumacher est arrêtée dans leur appartement le 12 septembre 1942 et emmenée au quartier général de la police de l'Alexanderplatz à Berlin. Le 19 décembre 1942, comme son époux, elle est condamnée à mort par le Reichskriegsgericht, présidée par le juge Alexander Kraell (de), pour « préparatifs de haute trahison », « trahison nationale » et autres crimes politiques. Ils sont exécutés le 22 décembre à la prison de Plötzensee, lui par pendaison, elle par guillotine.
Lors de ce procès, Harro Schulze-Boysen, Libertas Schulze-Boysen, Arvid Harnack, John Graudenz, Herbert Gollnow (en), Horst Heilmann (en), Hans Coppi et Kurt Schulze (de)Kurt Schulze sont également condamnés à mort. Erika von Brockdorff et Mildred Harnack sont condamnés respectivement à 6 et 10 ans de prison. Adolf Hitler n'accepte pas ces peines de prison et ordonne un nouveau procès pour les deux femmes, à l'issue duquel elles sont également condamnées à mort.

## Hommages
- Une plaque commémorative est apposée sur la maison de la Schulstrasse 4 à Meiningen, où Elisabeth Schumacher a vécu avec sa mère et ses frères et sœurs de 1915 à 1921. En 2019, cette rue est renommée « Elisabeth-Schumacher-Strasse »
- À Francfort-sur-le-Main, une plaque de bronze est apposée le 29 avril 1994 sur la maison où Elisabeth Schumacher a vécu de 1921 à 1924, Kettenhofweg 46[8].
- En 1969, elle est honorée à titre posthume de l'Ordre soviétique de la guerre patriotique, première classe[9].
- Des rues portent son nom à Darmstadt et Leipzig[6],[10].
- Un stolperstein est apposé en son hommage, devant son ancien domicile, Werner-Voss-Damm 42, à Berlin-Tempelhof en 2015[11].